# Ивасик-Телесик (мультфильм, 1968)
«Ивасик-Телесик» (укр. Івасик-Телесик) — советский кукольный мультипликационный фильм, режиссёра Леонида Зарубина по мотивам одноимённой сказки.
Мультфильм снят на студии «Киевнаучфильм» Творческим объединением художественной мультипликации (ныне «Укранимафильм»). Был озвучен на русском и украинском языках (украинская версия не сохранилась). В 1969 году он был удостоен Грамоты за лучший детский фильм на зональном просмотре в Киеве.

## Сюжет
Сюжет мультфильма полностью соответствует сказке «Ивасик-Телесик» только вместо Змеи выступает Баба-яга, которая изменила себе голос полосканием горла волшебным раствором, и пойманного Ивасика было решено не испечь, а сварить. Также в финале мультфильма Баба-яга погибает раздавленная упавшим на неё деревом, с которого гуси забрали мальчика.

## Съёмочная группа
- Автор сценария: Ефим Чеповецкий
- Режиссёр-постановщик: Леонид Зарубин
- Композитор: Мирослав Скорик
- Художники-постановщики: Людмила Середа, Яков Горбаченко
- Аниматоры (кукольники): Яков Горбаченко, Цезарь Оршанский
- Операторы: Пётр Ракитин, Эдуард Губский[укр.]
- Звукооператор: Игорь Погон[укр.]
- Редактор: Светлана Куценко
- Куклы и декорации изготовили:
  - А. Кислий
  - Яков Горбаченко
  - Цезарь Оршанский
  - Эдуард Кирич
  - Людмила Середа
  - А. Назаренко
- Роли озвучивали:
  - Людмила Козуб
  - Таисия Лобанок
  - Евгения Опалова
  - Владимир Коршун
  - Александр Ануров
  - Леонид Гехт
- Директор фильма: Иван Мазепа